# Постников, Виктор Валерьевич
Ви́ктор Вале́рьевич По́стников (14 января 1992, Магнитогорск, Россия) — российский хоккеист, защитник. Сын Валерия Постникова.

## Клубная карьера
Воспитанник магнитогорского «Металлурга» (тренеры — Е. Разумняк, В. Постников). Начал выступать в третьем дивизионе за дубль «Металлурга» в сезоне 2008/09. 5 сентября 2009 года дебютировал в МХЛ за «Стальных лисов». В своём первом матче отдал голевую передачу на Евгения Григоренко
.
5 ноября 2009 года в матче против «Толпара» защитник забил первый гол в МХЛ.
Всего по итогам регулярного чемпионата хоккеист набрал 11 очков (3 шайбы и 8 голевых передач) в 35 сыгранных матчах. В плей-офф 2009/10 Постников сыграл 13 матчей, во втором матче серии с «Кузнецкими медведями» отметился голевой передачей на Ивана Гавриленко и стал обладателем Кубка Харламова.
В матче «Южного Урала» против «Казцинк-Торпедо», состоявшемся 8 ноября 2012 года, Виктор Постников впервые сыграл в Высшей хоккейной лиге. В дальнейшем защитник провёл ещё 3 матча за команду из Орска, а в сезоне 2013/14 сыграл ещё 2 матча в ВХЛ за нижнетагильский «Спутник».
12 сентября 2013 года в матче с «Локомотивом» дебютировал в Континентальной хоккейной лиге за «Автомобилист»
.
В третьем матче серии против «Барыса» впервые сыграл в плей-офф КХЛ.

## Международная карьера
В сезоне 2008/09 выступал за юниорскую сборную России, в составе которой сыграл 5 матчей и сделал 3 голевые передачи на чемпионате мира для игроков не старше 17 лет.

## Статистика
| Легенда | Легенда                    | Легенда | Легенда                   | Легенда | Легенда    |
| ------- | -------------------------- | ------- | ------------------------- | ------- | ---------- |
| И       | Количество проведённых игр | Штр     | Штрафное время            | +/−     | Плюс-минус |
| Г       | Голы                       | П       | Голевые передачи          | О       | Очки       |
| -       | Статистика неизвестна      | —       | Статистика не учитывалась |         |            |

## Достижения
Командные
| Год  | Команда         | Достижение                               | Достижение |
| ---- | --------------- | ---------------------------------------- | ---------- |
| 2009 | Россия (юниор.) | Серебряный призёр Мемориала Ивана Глинки |            |
| 2010 | Стальные Лисы   | Обладатель Кубка Харламова               |            |
| 2011 | Стальные Лисы   | Серебряный призёр МХЛ                    |            |
| 2012 | Стальные Лисы   | Бронзовый призёр МХЛ                     |            |